# St. Cyriax (Mittelsömmern)

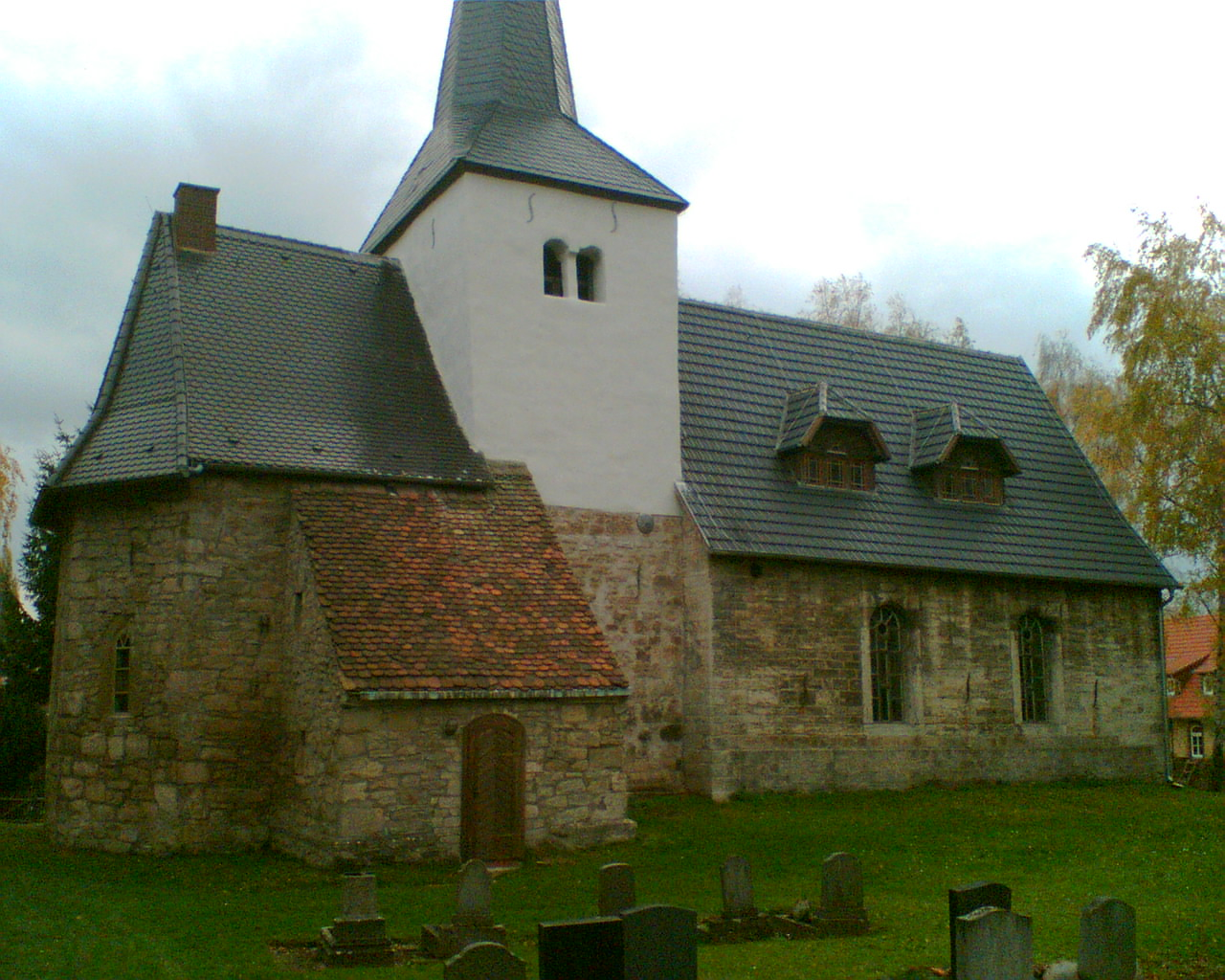
Kirche Cyriakus

Die evangelisch-lutherische Kirche Cyriakus steht in Mittelsömmern, eine Gemeinde im Unstrut-Hainich-Kreis in Thüringen. Sie steht unter dem Patronat der fränkischen Märtyrer, dem heiligen Cyriacus und dem heiligen Laurentius, und ist denkmalgeschützt. Die Kirchengemeinde Mittelsömmern gehört zum Pfarrbereich Bad Tennstedt im Kirchenkreis Mühlhausen der Evangelischen Kirche in Mitteldeutschland.

## Geschichte
Archäologische und bauhistorische Untersuchungen belegen, dass die heutige Saalkirche ihren Ursprung bereits vor dem 12. Jahrhundert hat. Das Kirchenschiff ist am ältesten. In seiner Südmauer sind noch Teile des Vorgängerbaus erhalten. Unmittelbar an das Kirchenschiff wurde östlich im 13./14. Jahrhundert der Turm angefügt. Ursprünglich war er der Chorturm des romanischen Vorgängerbaus. In der ersten Hälfte des 15. Jahrhunderts wurde der polygonal abgeschlossene Chor angebaut und im Norden an den Chor die Sakristei angefügt. Die Nordwand des Kirchenschiffs musste im 19. Jahrhundert erneuert werden.

## Beschreibung
Der Kirchturm hat Biforien als Klangarkaden und ist mit einem spitzen Helm bedeckt. Der im Innern kreuzgratgewölbte Chor hat Lanzettfenster, das Kirchenschiff hat Rundbogenfenster. Das Joch im Chor vor der Apsis hat ein Tonnengewölbe, ebenso wie das Kirchenschiff. Das Erdgeschoss des Turms hat eine Flachdecke. Alle drei Räume sind durch Chorbögen mit kräftigen Kämpfern miteinander verbunden. Die Emporen sind zweigeschossig, die obere ist umlaufend. Der barocke Hochaltar hat mit Weinlaub verzierte Säulen und ein Gemälde von 1847 mit der Kreuzigung Jesus’. In die Südmauer des Kirchenschiffes ist ein Epitaph von 1577 für Hans von Dachröden mit Gnadenstuhl und Wappen eingelassen. Die Kanzel ist aus dem 18. Jahrhundert. Die erste Orgel stammt aus dem 17. Jahrhundert. 
Die erste Orgel stammt aus dem 17. Jahrhundert. Die heutige Orgel auf der oberen der zwei Emporen hat 16 Register, verteilt auf zwei Manuale und Pedal. Sie wurde 1841 vom Orgelbauer Hesse gebaut.